# Axel Fredrik Cronstedt
Axel Fredrik Cronstedt (Ströpsta, Sudermânia, 23 de dezembro de 1722 — Estocolmo, 19 de agosto de 1765) foi um químico e mineralogista sueco. Descobridor do elemento metálico magnético níquel e de suas propriedades. Cronstedt também descobriu o mineral scheelita em 1751. Ele chamou o mineral de tungstênio, que em sueco significa pedra pesada. Carl Wilhelm Scheele depois sugeriu que um novo metal poderia ser extraído do mineral. Em Inglês, este metal é agora conhecido como o elemento tungstênio. Em 1753, Cronstedt foi eleito membro da Real Academia Sueca de Ciências.